# Pop-art

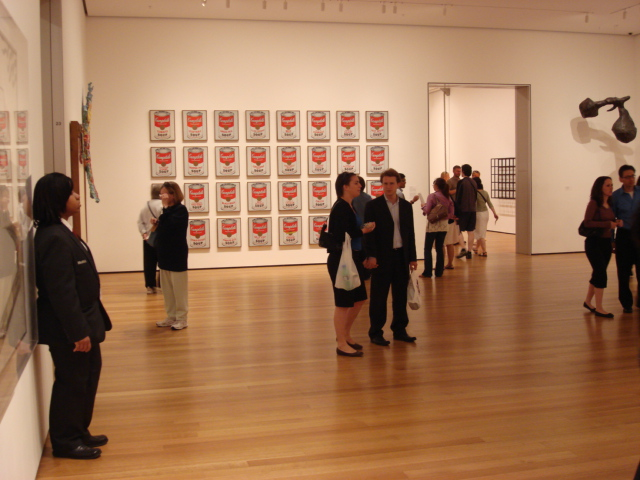
Puszki z zupą firmy Campbell w Museum of Modern Art

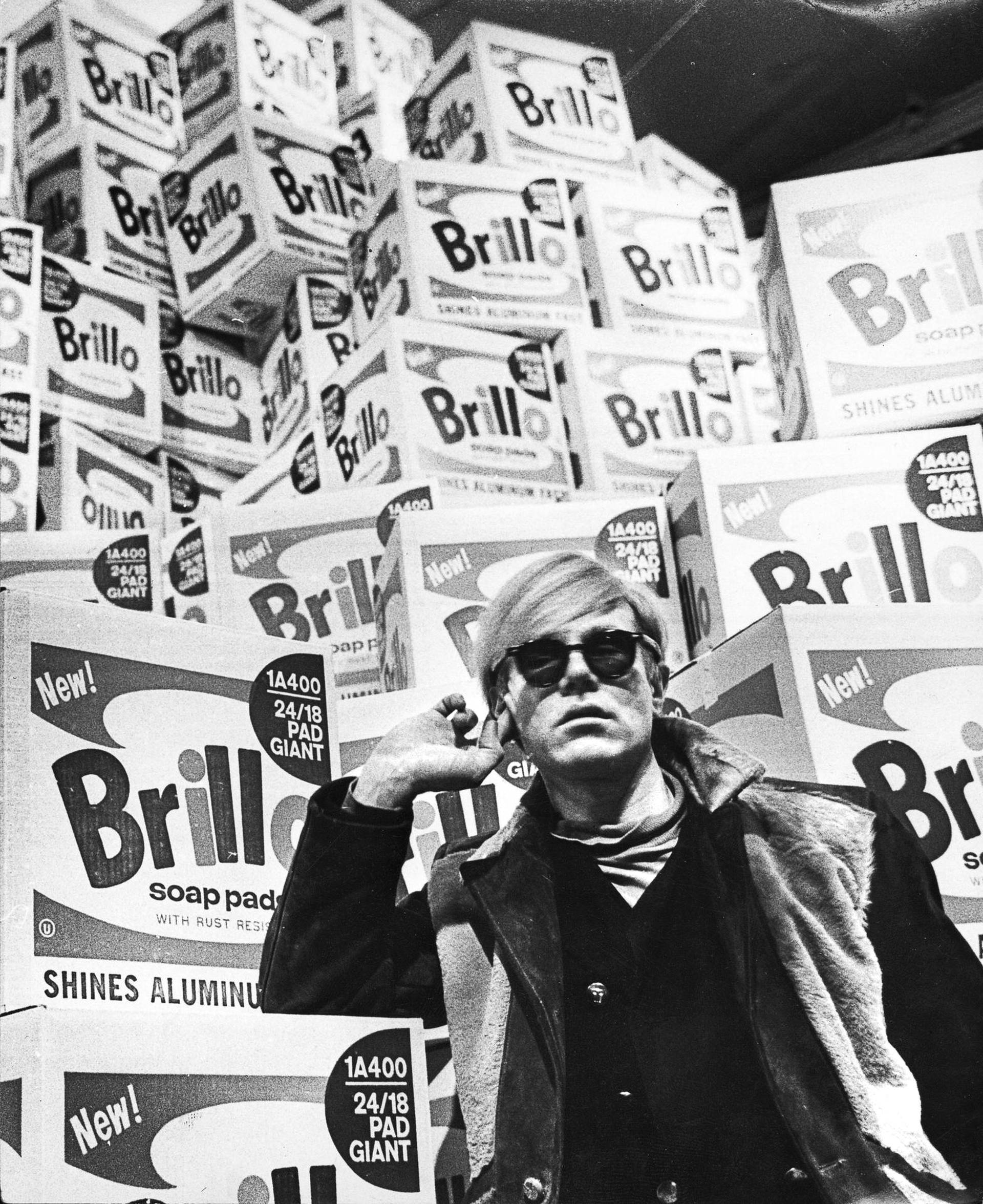
Andy Warhol, pionier pop-artu (1968)

Little Big Painting R. Lichtensteina, zbiory Cleveland Museum of Art

Pop-art, popart (z ang. popular art – sztuka popularna) – prąd artystyczny w sztuce po II wojnie światowej, wywodzący się z ekspresjonizmu abstrakcyjnego. Termin pop-art został po raz pierwszy użyty przez angielskiego krytyka sztuki Lawrence’a Allowaya w „Przeglądzie Architektonicznym” („Architectural Digest”) z 1952 roku do opisania tych obrazów, które ilustrowały powojenny konsumpcjonizm i czerpały z dóbr materializmu.

## Geneza i program
Na ukształtowanie się pop-artu miał wpływ konsumpcyjny charakter zachodniej cywilizacji, zwłaszcza mechanizmy reklamy. Styl ten czerpał z surrealizmu, co widać m.in. w paradoksalnych zestawieniach, komiksów, przenosząc je na płótna, jak i naturalizmu, przedstawiając niekiedy przedmioty codziennego użytku z werystyczną dokładnością. Artyści związani z tym kierunkiem dążyli do zobrazowania cywilizacji wielkomiejskiej i odpowiedzi na doświadczenie kultury masowej. Początkowo sięgano głównie do malarstwa, z czasem zaczęto wykorzystywać inne środki plastyczne, tworząc aranżacje przestrzenne, instalacje itd.
Można wyróżnić dwa nurty w historii pop-artu: europejski (przede wszystkim angielski) oraz amerykański.

### Pop-art w Wielkiej Brytanii
Początki pop-artu sięgają londyńskiej Independent Group, którą tworzyli między innymi Richard Hamilton i Eduardo Paolozzi (połowa lat 50. XX wieku). Lansowali oni nowy kierunek w sztuce, bliski dadaizmowi. Charakteryzował go eklektyzm, mieszanie różnych gatunków sztuki, tworzenie kompozycji z przedmiotów codziennego użytku, odniesienia do świata wielkomiejskiego.
Pozostali przedstawiciele pop-artu w Wielkiej Brytanii: Peter Blake, David Hockney, Patrick Caulfield, Allen Jones, Peter Phillips oraz Pauline Boty.
Koncepcje pop-artu przeniknęły również do muzyki rockowej, czego przykładem jest zwłaszcza wczesna twórczość The Who, The Rolling Stones oraz The Velvet Underground.

### Pop-art w Stanach Zjednoczonych
W Stanach Zjednoczonych pop-art zaczął się rozwijać zwłaszcza od początku lat 60. do połowy lat 70. XX wieku, a więc w czasie, w którym Anglii zaczął już wygasać. Cechy amerykańskiego pop-artu to, obok wspomnianych wcześniej, wykorzystywanie wielkich formatów, używanie jaskrawych lub mdłych kolorytów, dbałość o wizualną jakość rysunku, a przede wszystkim wyraźny zwrot ku figuratywności. W czasie, gdy artystyczne skandale wydawały się przeszłością, pop-art budził protesty części odbiorców i krytyków sztuki.
Przedstawiciele pop-artu w Stanach Zjednoczonych to m.in. Jasper Johns, Roy Lichtenstein, Claes Oldenburg, Tom Wesselmann, Robert Rauschenberg, Andy Warhol, Larry Rivers, Jim Dine, Robert Indiana, Mel Ramos, James Rosenquist i Ed Ruscha.

### Pop-art w Polsce
Pop-art nie przyjął się w Polsce tak jak w Stanach Zjednoczonych czy zachodniej Europie, gdyż nie istniały tu wówczas odpowiednie warunki polityczne, ekonomiczne i kulturowe. Kierunek ten zwrócił jednak uwagę polskich artystów ponownie na sztukę figuratywną, nowy sposób wykorzystania przedmiotów pospolitych.
Pewien wyjątek stanowi twórczość takich artystów jak Benon Liberski czy Jerzy Krawczyk, którzy nawiązywali do pop-artu, dając fotograficznie przedstawionym przedmiotom główną rolę w swoich dziełach. Ważną rolę w dobie pop-artu odegrali twórcy polskiego plakatu, tacy jak Roman Cieślewicz czy Jan Młodożeniec.
Za polską odmianę pop-artu uważa się sztukę Jana Dobkowskiego i Jerzego „Jurry” Zielińskiego tworzących jako grupa Neo Neo Neo w latach 70. oraz twórcy plakatu Roman Cieślewicz czy Jan Młodożeniec. W kategoriach pop-artu można także patrzeć na sztukę Natalii LL – szczególnie prace Sztuka konsumpcyjna i Sztuka postkonsumpcyjna oraz na prace artystów z kręgu warszawskiej Galerii Współczesnej, m.in. Teresy Tyszkiewicz i Zdzisława Sosnowskiego.

## Chronologia
Wydarzenia związane z rozwojem pop-artu:
- 1956: krytyk Lawrence Alloway, autor terminu pop-art, zorganizował wystawę zatytułowaną This Is Tomorrow w Whitechapel Art Gallery w Londynie. Prezentowane prace łączyły w sobie elementy kultury masowej takie jak wizerunki Marilyn Monroe czy reklamy filmu Zakazana planeta.
- 1957: Leo Castelli, jeden z najbardziej aktywnych popularyzatorów pop-artu, otworzył w Nowym Jorku swoją galerię.
- 1958: pierwsze indywidualne wystawy Jaspera Johnsa i Roberta Rauschenberga w galerii Leo Castellego.
- 1960: Andy Warhol stworzył swoje pierwsze prace malarskie wykorzystujące kreskówki (Dick Tracy, Superman, Popeye i inne).
- 1961: pierwsza indywidualna wystawa R. Rauschenberga w Paryżu (Galerie Daniel Cordier). Claes Oldenburg otworzył The Store (ang. sklep), gdzie wystawiał swoje tzw. Happeningi. W następnych latach to przedsięwzięcie przekształciło się w Ray Gun Theater.
- 1962: Roy Lichtenstein po raz pierwszy pokazał swoje prace bazujące na komiksach (Leo Castelli Gallery). W sierpniu umarła Marilyn Monroe, w związku z czym jej wizerunki pojawiały się w każdym czasopiśmie. Andy Warhol zaczął wtedy tworzyć serię jej portretów. W październiku w Sydney Janis Gallery w Nowym Jorku odbyła się wystawa Nowych Realistów, na której europejscy artyści przedstawiani byli jako prekursorzy prądu myślowego, którzy rozwinęli potem artyści pop artu. Ileana Sonnabend (pierwsza żona Leo Castellego) otworzyła galerię w Paryżu, gdzie prezentowała twórczość artystów amerykańskich. W 1962 odbyła się tam wystawa Jaspera Johnsa, w 1963 R. Rauschenberga, a w 1964 – A. Warhola.
- 1963: w listopadzie Warhol przekształcił pomieszczenia przemysłowe w pracownię artystyczną i nazwał ją The Factory (ang. fabryka). Stała się ona potem legendarnym miejscem dla popkultury. Spotykali się tam wszyscy wpływowi ludzie ówczesnego nowojorskiego undergroundu. Tam też Warhol zrealizował swoje pierwsze filmy: Eat i Kiss.
- 1964: R. Rauschenberg otrzymał główną nagrodę na 34. Biennale w Wenecji.
- 1965: Warhol zaczął współpracę z zespołem Velvet Underground.
- 1967: Sydney Janis Gallery w Nowym Jorku zorganizowała wystawę pt. Hołd dla Marilyn Monroe, w której zaprezentowała dzieła artystów amerykańskich i europejskich tworzących w stylistyce pop-artu.
- 1968: Warhol został poważnie ranny, kiedy aktorka Valerie Solanas, feministka i założycielka SCUM (ang. the Society for Cutting up Men), strzeliła do niego kilka razy z rewolweru. Tragedia rozegrała się w Fabryce.
- 1969: Museum of Modern Art w Nowym Jorku otworzyło dużą wystawę retrospektywną Claesa Oldenburga.
- 1971: Warhol zaprojektował okładkę albumu Sticky Fingers zespołu The Rolling Stones. Stanowi to przykład współpracy pomiędzy różnymi sferami popkultury.
- 1974: Lawrence Alloway zorganizował w Whitney Museum of American Art w Nowym Jorku retrospektywną wystawę poświęconą pop-artowi.